# Marie Levens

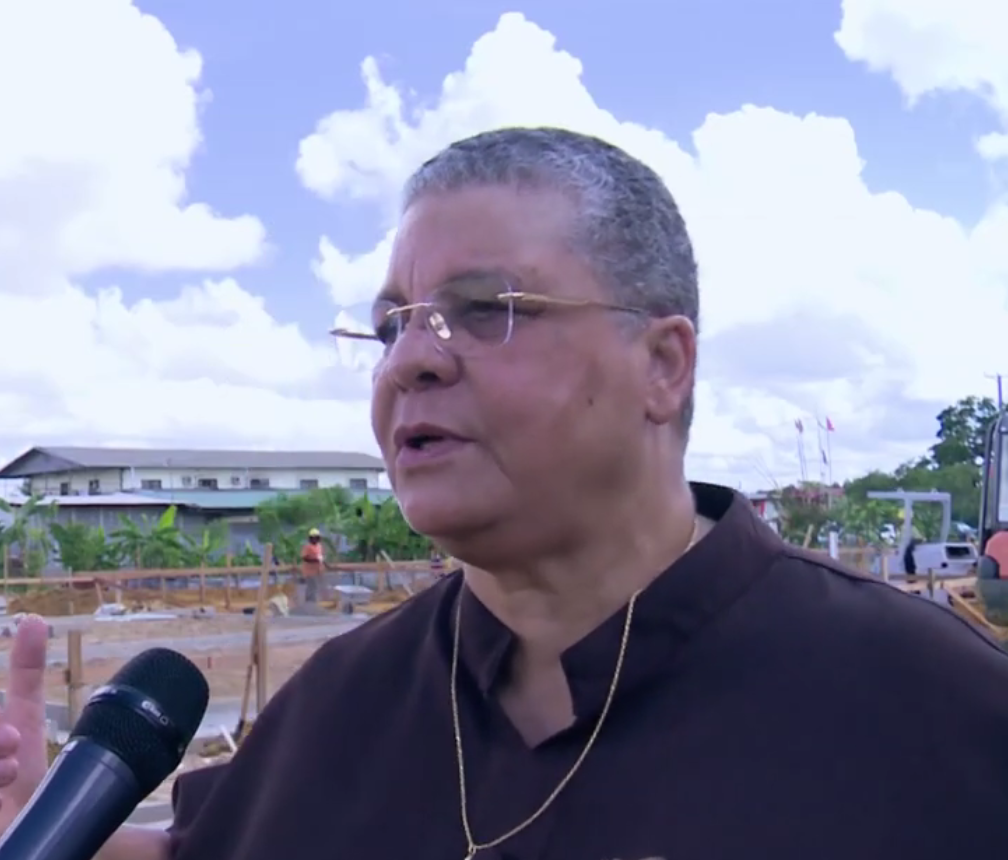
Marie Levens, 2019

Maria Elizabeth Levens mais conhecida como Marie Levens é uma política que ocupou o cargo de Ministra de Relações Exteriores do Suriname no período entre (2000 - 2005).